# Флориан фон Лозенщайн
Флориан фон Лозенщайн (на немски: Florian von Losenstein; * ок. 1420; † 7 август 1456) e рицар, благородник от род Лозенщайн и господар в Лозенщайнлайтен в Горна Австрия.

## Живот
Той е най-малкият син на Бернхард I фон Лозенщайн († 1434) и първата му съпруга Анна фон Целкинг, дъщеря на Хайнрих фон Целкинг и Катарина фон дер Лайпа. Баща му се жени втори път за Беатрикс Вехингер, дъщеря на Конрад Вехингер. Бракът е бездетен. Тя се омъжва втори път 1434 г. за Леутолд фон Кранихфелд. Брат е на Бертхолд фон Лозенщайн († 1443), Рудолф фон Лозенщайн-Гшвендт († 1449), Хартнайд фон Лозенщайн-Лозенщайнлайтен († 1479), и Катарина/ Кристина фон Лозенщайн († 7 август 1456, Виена), омъжена 1435 г. за Улрих (IV) фон Шерфенберг († 1456).
Между 1409 и 1433 г. баща му Бернхард строи воден дворец в имението Лайтен, известен като „Лозенщайнлайтен“. Тримата братя наследяват дворец Лозенщайнлайтен. През 1456 г. братята Хартнайд II, Флориан и децата на умрелия през 1449 г. Рудолф I получават дворец Лозенщайнлайтен от крал Ладислаус.
През 1453 г. Флориан пътува с император Фридрих III заради неговата коронизация в Рим и на моста на Тибър той го прави рицар.
Родът на господарите фон Лозенщайн измира по мъжка линия през 1692 г. След смъртта на последният от род Лозенщайн през 1692 г. (катедрален пропст имперски княз (1691) Франц Антон фон Лозенщайн) цялата собственост на рода отива (чрез женитба) на рода на князете фон Ауершперг.

## Фамилия
Флориан фон Лозенщайн се жени за Магдалена/Анна Ауер фон Пренберг († 1465), дъщеря на Якоб Ауер фон Унтер-Пренберг и Гебелкофен и Маргарета фон Валдау. Те имат син:
- Вилхелм фон Лозенщай-Гебелхофен (* ок. 1446; † 1506), управленски съветник на император Максимилиан I, наследява господството Лозенщайнлайтен и от майка си господството Гебенхофен в Бавария, женен 1476 г. за Барбара фон Парзберг (* ок. 1450), имат осем деца (пет сина)